# Latcho Drom (film)
Série
Les Princes
(1983) Gadjo dilo
(1997)
Pour plus de détails, voir Fiche technique et Distribution.
Latcho Drom est un film français de Tony Gatlif. À travers musique, chant et danse, évocation de la longue route des Roms et de leur histoire, du Rajasthan à l'Andalousie. Latcho drom, expression en romani, signifie en français « bonne route ».
Le film a été sélectionné dans la section Un certain regard au festival de Cannes 1993.

## Épisodes
Le film se déroule en huit parties, se situant chacune dans un pays différent :
- en Inde, avec des musiciens, chanteurs et danseurs Kalbelia ;
- en Égypte avec des musiciens et danseurs Ghawazi ;
- en Turquie, avec des Roms d'Istanbul ;
- en Roumanie avec le groupe Taraf de Haïdouks ;
- en Hongrie, avec des musiciens et chanteurs roms et leurs difficiles interactions avec les personnes non roms ;
- en Slovaquie, au sujet du Porajmos ;
- en France, à Saintes-Maries-de-la-Mer et avec Dorado Schmitt et son cousin Tchavolo Schmitt ;
- en Espagne, à propos du flamenco.